# Setúbal (kerület)
Setúbal kerület (portugálul Distrito de Setúbal) Portugália délnyugati részén, Lisszabon és Alentejo régióban található. Északról Lisszabon és Santarém, kelet felől Évora, délről Beja kerület, nyugatról pedig az Atlanti-óceán határolja. Nevét székhelye, Setúbal után kapta. Területe 5064 km², ahol 788.459 fős népesség él.

## Községek
Setúbal kerületben 13 község (município) található, melyek két NUTS 3 szubrégióhoz tartoznak, a Setúbal-félsziget szubrégióhoz és az Alentejo Litoral szubrégióhoz. A községek a következők:

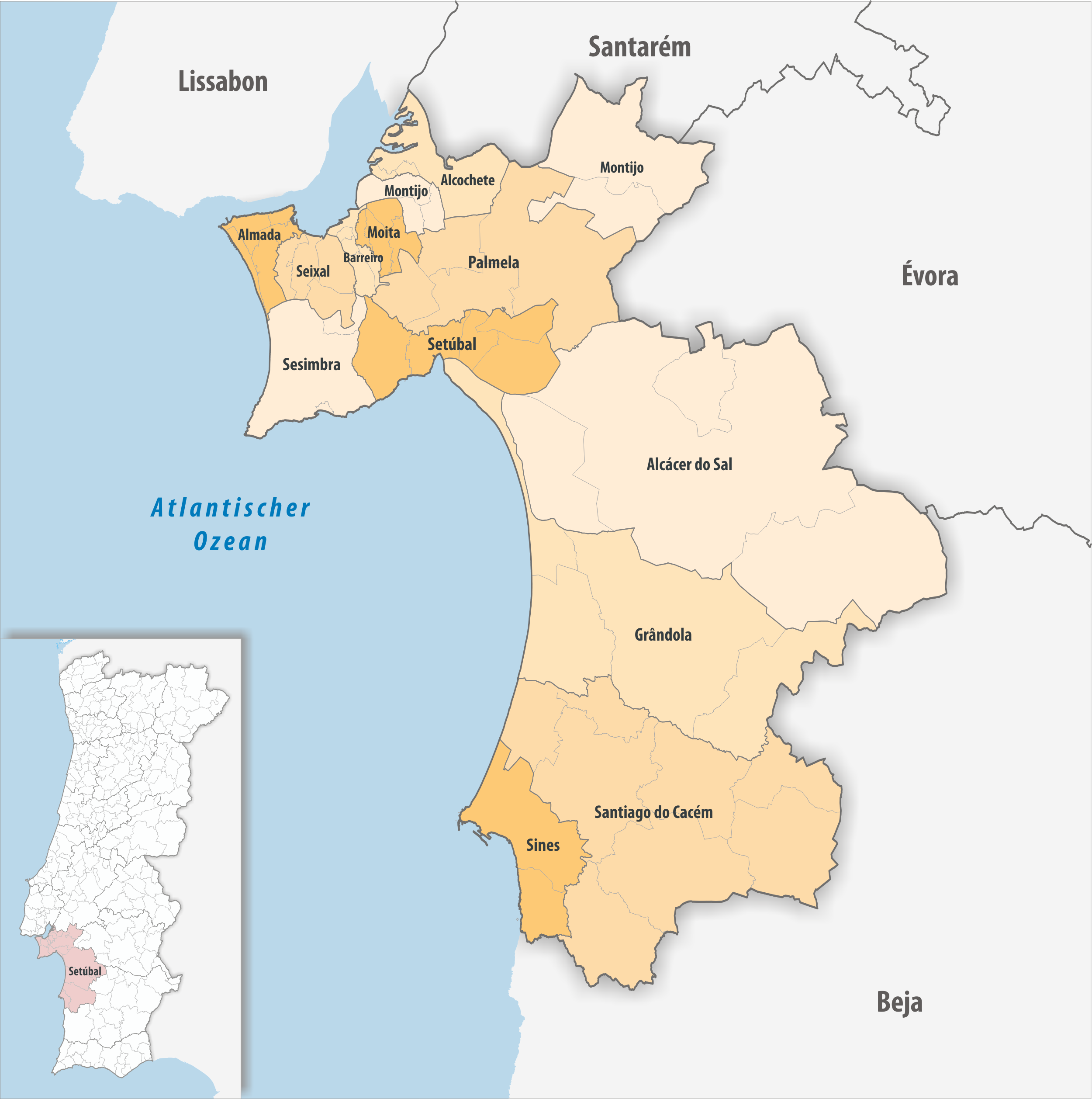
Setúbal kerület községei

| Címer                    | Község            | Települések száma | Népesség (fő, 2021) | Terület (km²) | Népsűrűség (fő/km²) | Régió     | Szubrégió                   |
| ------------------------ | ----------------- | ----------------- | ------------------- | ------------- | ------------------- | --------- | --------------------------- |
| Alcácer do Sal címere    | Alcácer do Sal    | 4                 | 11 112              | 1499,87       | 7                   | Alentejo  | Alentejo Litoral szubrégió  |
| Alcochete címere         | Alcochete         | 3                 | 19 143              | 128,36        | 149                 | Lisszabon | Setúbal-félsziget szubrégió |
| Almada címere            | Almada            | 5                 | 177 238             | 70,21         | 2524                | Lisszabon | Setúbal-félsziget szubrégió |
| Barreiro címere          | Barreiro          | 4                 | 78 345              | 36,40         | 2152                | Lisszabon | Setúbal-félsziget szubrégió |
| Grândola címere          | Grândola          | 4                 | 13 822              | 825,93        | 17                  | Alentejo  | Alentejo Litoral szubrégió  |
| Moita címere             | Moita             | 4                 | 66 255              | 55,26         | 1199                | Lisszabon | Setúbal-félsziget szubrégió |
| Montijo címere           | Montijo           | 5                 | 55 682              | 348,62        | 160                 | Lisszabon | Setúbal-félsziget szubrégió |
| Palmela címere           | Palmela           | 4                 | 68 852              | 465,12        | 148                 | Lisszabon | Setúbal-félsziget szubrégió |
| Santiago do Cacém címere | Santiago do Cacém | 8                 | 27 772              | 1059,70       | 26                  | Alentejo  | Alentejo Litoral szubrégió  |
| Seixal címere            | Seixal            | 4                 | 166 507             | 95,50         | 1744                | Lisszabon | Setúbal-félsziget szubrégió |
| Sesimbra címere          | Sesimbra          | 3                 | 52 384              | 195,47        | 268                 | Lisszabon | Setúbal-félsziget szubrégió |
| Setúbal címere           | Setúbal           | 5                 | 123 496             | 230,33        | 536                 | Lisszabon | Setúbal-félsziget szubrégió |
| Sines címere             | Sines             | 2                 | 14 198              | 203,30        | 70                  | Alentejo  | Alentejo Litoral szubrégió  |

## Fordítás
Ez a szócikk részben vagy egészben  a   Setúbal District című angol Wikipédia-szócikk ezen változatának fordításán alapul.  Az eredeti cikk szerkesztőit annak laptörténete sorolja fel. Ez a jelzés csupán a megfogalmazás eredetét és a szerzői jogokat jelzi, nem szolgál a cikkben szereplő információk forrásmegjelöléseként.

## Külső hivatkozások
- Setúbal kerület önkormányzatának honlapja